# Michael Kortländer

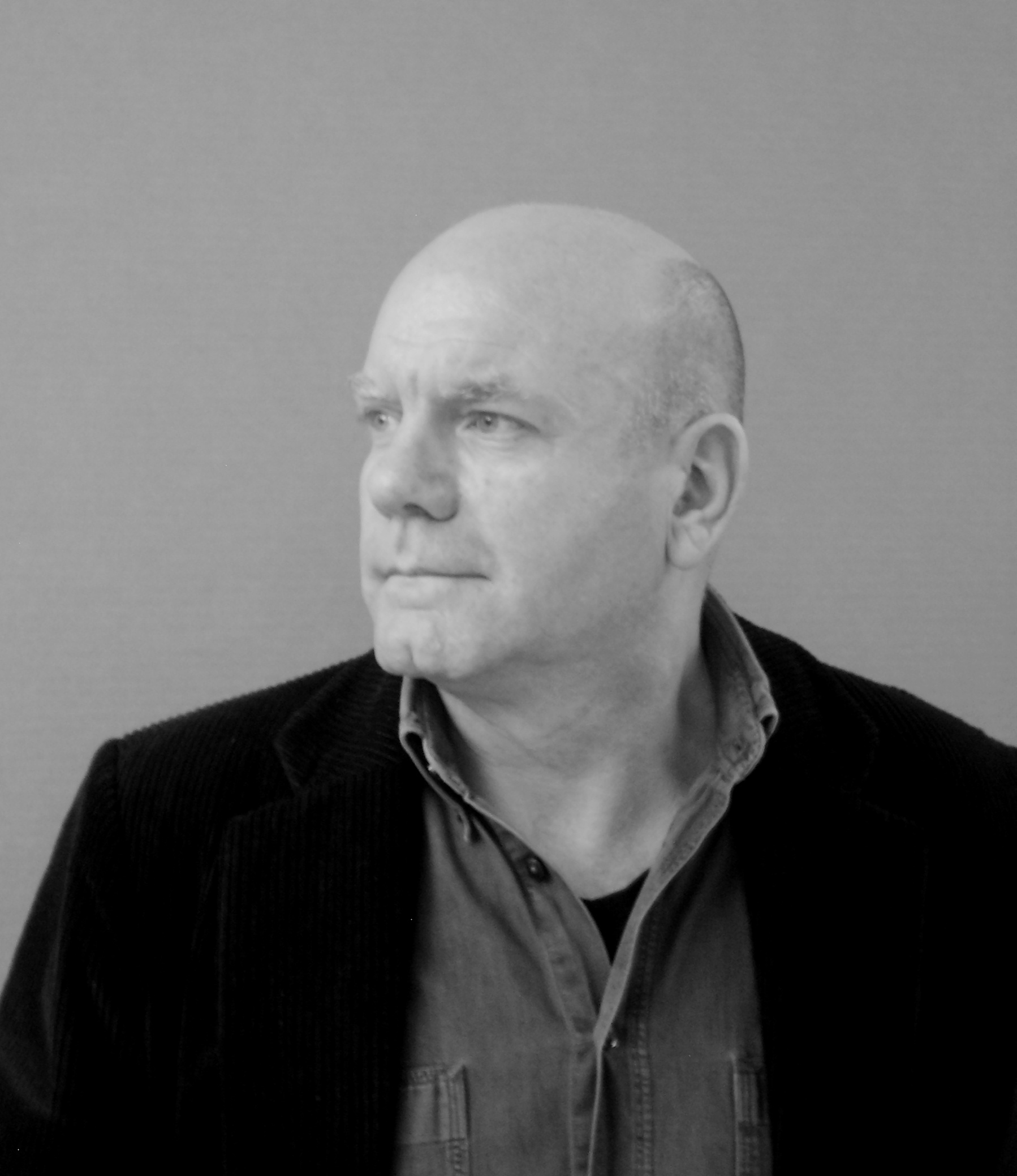
Michael Kortländer, 2006

Michael Kortländer (* 1953 in Münster) ist ein deutscher Bildhauer und Maler. Seit 2008 ist er Vorsitzender des in Düsseldorf ansässigen Vereins zur Veranstaltung von Kunstausstellungen e.V. und somit Leiter der Großen Kunstausstellung NRW Düsseldorf.

## Künstlerischer Werdegang
Michael Kortländer wurde 1953 in Münster geboren. Mit 19 Jahren zog er nach Düsseldorf und begann dort von 1972 bis 1978 ein Studium an der Kunstakademie Düsseldorf bei dem Maler Gerhard Hoehme. 1978 wurde Michael Kortländer zum Meisterschüler ernannt. Ausgehend von und in Abgrenzung zu der raumbezogenen Malerei seines Lehrers, begann er in dieser Zeit selber mit ersten Arbeiten im Raum, sogenannte „Raumbilder“, die er vornehmlich mit Kartonagen realisierte. Von 1982 bis 1984 erhielt er das Wilhelm-Lehmbruck-Stipendium und ab 1985 bezog er ein Arbeitsstipendium des Bundesverbands der Deutschen Industrie bei der Europa Carton AG, die ihm einen Großteil seiner Materialien stifteten. 1993 und 1996 war er Lehrbeauftragter an der Fachhochschule Düsseldorf für Plastisches Gestalten. 2008 sowie 2013 und 2016 war Kortländer Gast der Cité Internationale des Arts Paris. Zu Beginn seines Werdegangs dominierte die Malerei sein Werk, während er ab den 1980ern die Bildhauerei für sich entdeckte. Dabei ist sein bevorzugtes Material Karton, welches er oft mit lasierenden Schichten übermalt oder schlicht mit Leinöl tränkt.
Im Jahr 2013 gründete er mit Künstlerkollegen aus Palermo und Düsseldorf den Verein Düsseldorf Palermo e.V., der mit Ausstellungen in Düsseldorf und Palermo den Kunst- und Kulturaustausch beider Städte in Bewegung setzte und 2016 zu einer Städtepartnerschaft führte. 2014 wurde Michael Kortländer zum Vorsitzenden des Vereins der Düsseldorfer Künstler zur gegenseitigen Unterstützung und Hilfe gewählt. Zahlreiche künstlerische Initiativen gingen und gehen von diesem Verein für die Stadt Düsseldorf aus. Seit 2016 kuratiert Michael Kortländer den Gartenpavillon im Park des Düsseldorfers Künstlervereins Malkasten.
Er lebt und arbeitet in Düsseldorf, Neuss und Palermo.

## Ausstellungen (Auswahl)
- 1978: Bilder Real, Galerie Schmitz & Becker, Duisburg
- 1982: Michael Kortländer, Galerie Wolf & Klaus, Düsseldorf
- 1988: Michael Kortländer, Galerie Kröner, Wiesbaden
- 1991: Material und Raum, Galerie Heimeshoff, Essen
- 1995: Plastische Arbeiten, Museo de la Nation, Lima, Peru
- 1997: Boxes, Hansefestival Bergen, Norwegen
- 1999: Don’t try this at home, Villa Zanders, Bergisch Gladbach
- 2000: Cardboard I, Art Team Hamburg
- 2002: Cardboard II, Kunstverein Ibbenbüren
- 2005: RAUMALSBILD, Künstlerzeche „Unser Fritz“, Herne
- 2014: Ponteggio, Generatorenhalle, Kunstverein Viersen
- 2015: abstract strategies, Galerie Poiesis Spec, Berlin
- 2016: Höhen, Breiten, Tiefen, Cubus Kunsthalle, Duisburg
- 2016: Michael Kortländer – Objekte und Installationen, Galerie Schloss Neersen
- 2017: Shelter, Künstlerhaus Göttingen
- 2017: 2-3 dimensional, Flottmann-Hallen Herne